# Gare de Limoges-Montjovis
Ne doit pas être confondu avec Gare de Limoges-Bénédictins.
La gare de Limoges-Montjovis (anciennement « gare des Charentes »), est une gare ferroviaire française de la ligne de Limoges-Bénédictins à Angoulême. Elle est située dans le quartier Montjovis au nord-ouest du centre-ville de Limoges, dans le département de la Haute-Vienne en région Nouvelle-Aquitaine. La gare la plus importante de la ville est celle de Limoges-Bénédictins.
Mise en service en 1875 par la Compagnie des chemins de fer des Charentes, elle est ensuite intégrée dans le réseau de l'État avant de devenir en 1883 une gare de la Compagnie du chemin de fer de Paris à Orléans (PO). 
C'est une gare régionale de la Société nationale des chemins de fer français (SNCF), desservie par des trains TER Nouvelle-Aquitaine.

## Situation ferroviaire
Établie à 290 mètres d'altitude, la gare de Limoges-Montjovis est située au point kilométrique (PK) 402,256 de la ligne de Limoges-Bénédictins à Angoulême, entre les gares de Limoges-Bénédictins et d'Aixe-sur-Vienne.

## Histoire
La « gare des Charentes » est mise en service le 26 avril 1875 par la Compagnie des chemins de fer des Charentes, lorsqu'elle ouvre à l'exploitation sa ligne d'Angoulême à Limoges. La gare, située à l'ouest de la ville et le terminus de la ligne, elle dispose d'un bâtiment voyageurs avec une verrière au dessus des deux voies et notamment un buffet.

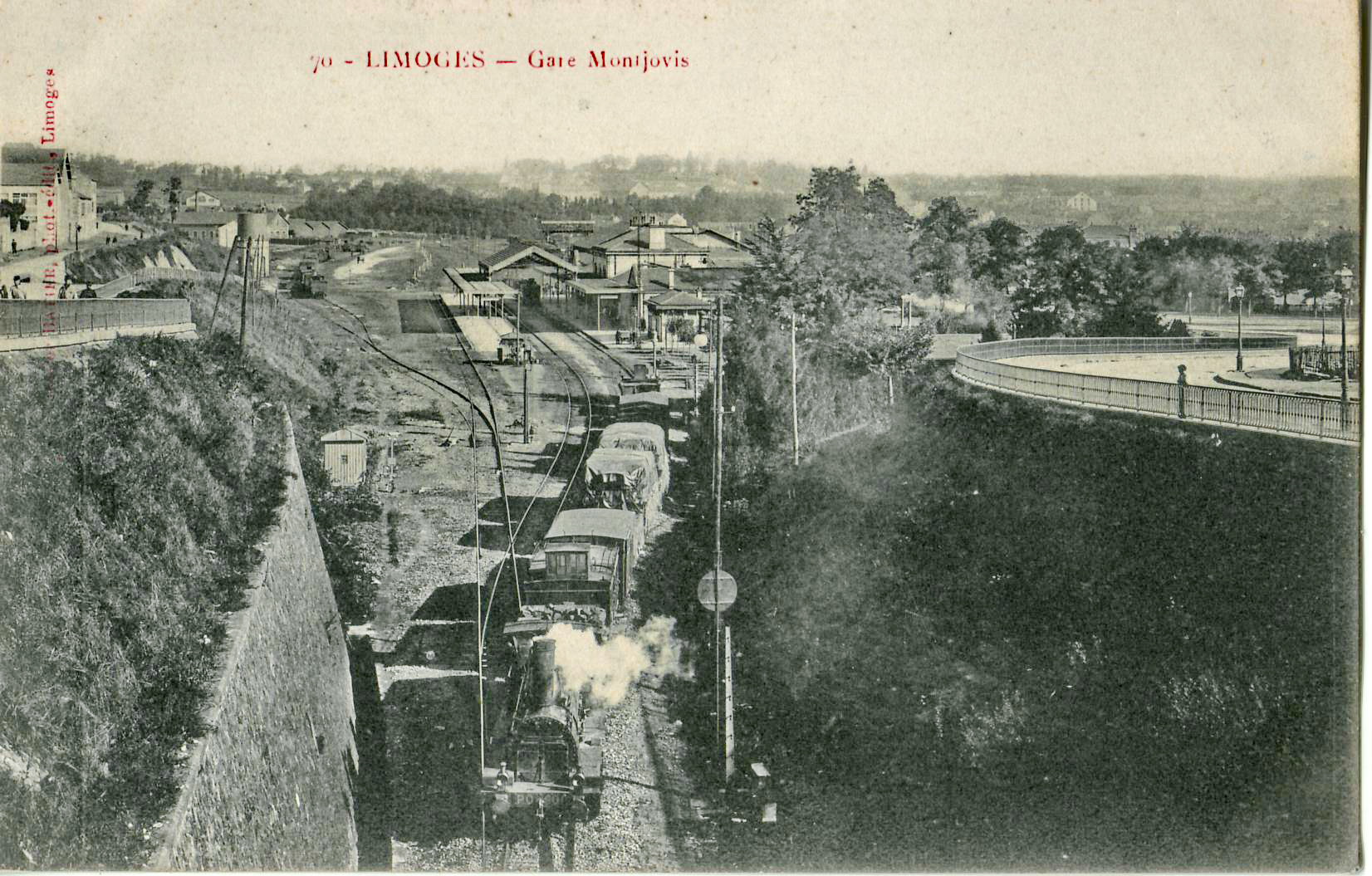
La gare PO vers 1900.

Un an plus tard, en 1876, un raccordement est construit pour relier la gare des Charentes et la gare des Bénédictins. Puis en 1878, elle devient une gare du réseau de l'État lorsque l'Administration des chemins de fer de l'État rachète la compagnie des Charentes en difficulté financière,. 
En 1883, elle devient une gare de la Compagnie du chemin de fer de Paris à Orléans (PO) lors de son rachat de la ligne à l'État. En 1893, il est question de construire un quai militaire mais ce projet ne se concrétise pas.
Son trafic reste faible, car concurrencée par la gare des Bénédictins qui constitue la seule à Limoges à offrir des correspondances. Cependant elle fut longtemps desservie par des trains « Grandes lignes », notamment du vendredi au dimanche, qui effectuaient la liaison Saint-Gervais-les-Bains-Le Fayet à La Rochelle. Les derniers  trains ont cessé de desservir la gare en 1990, date de mise en service du TGV Atlantique. Le statut de la gare n'est donc plus que celle d'un arrêt secondaire et intermédiaire sur la ligne Limoges-Angoulême avec une dizaine de dessertes quotidiennes par autorails thermiques. 
En 2022, selon les estimations de la SNCF, la fréquentation annuelle de la gare était de 25 342 voyageurs contre 18 657 voyageurs en 2019.

La gare Montjovis
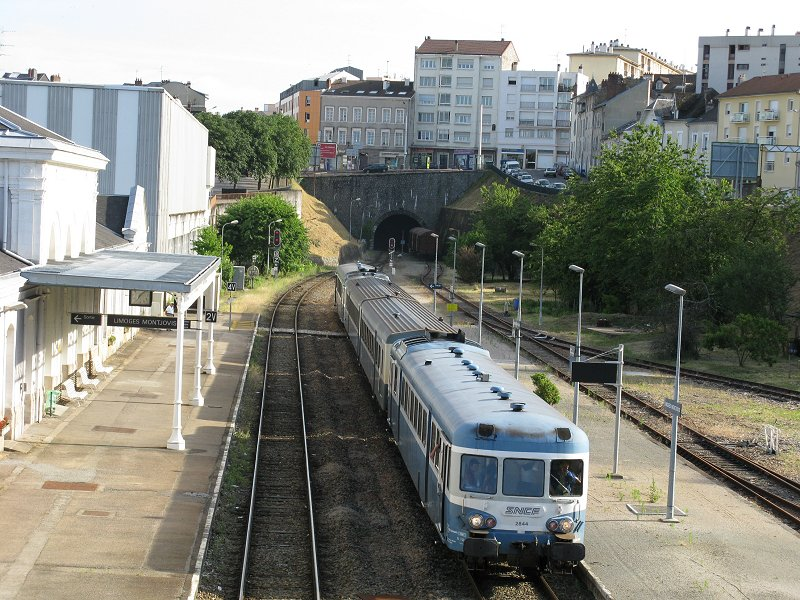
Desserte par une composition d'autorails X2800 en 2009.
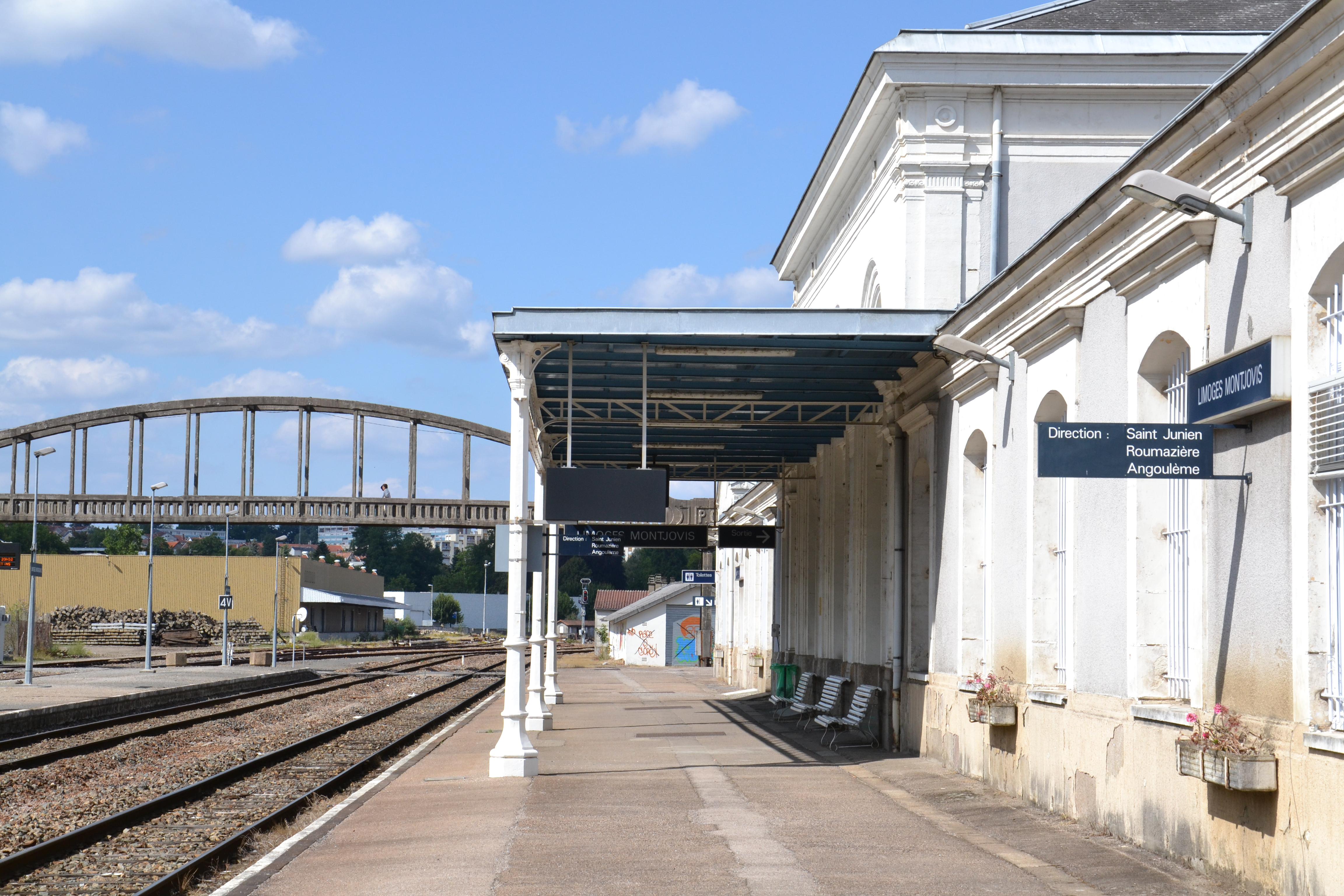
La gare en 2011.

## Service des voyageurs

### Accueil
Gare SNCF, elle dispose d'un bâtiment voyageurs, avec guichet, ouvert du lundi au vendredi et fermé les samedis, dimanches et fêtes, de 9h45-12h45 et de 13h45-17h45. Elle est équipée d'une salle d'attente et d'abris de quai.

### Desserte
Limoges-Montjovis est desservie par des trains TER Nouvelle-Aquitaine sur les relations Limoges-Bénédictins - Saint-Junien, ou Saillat - Chassenon.

### Intermodalité
Un parc pour les vélos et un parking pour les véhicules y sont aménagés.
Une gare routière, située à proximité, est desservie par les transports en commun urbains de la Société de transports en commun de Limoges Métropole (TCL) : trolleybus (ligne 4) et bus (lignes 11, 25, 38 et 41) et par des cars des lignes régionales (LR05, LR18, LR28, LR36, LR81).